# Väikese väina hoiuala
Väikese väina hoiuala ist ein Landschaftsschutzgebiet mit der IUCN-Kategorie VI zwischen der größten estnischen Insel Saaremaa, und der drittgrößten Insel Muhu. Es besteht seit 2007 und bedeckt eine Fläche von etwa 167,52 Quadratkilometern.

## Geografie
Das Schutzgebiet bedeckt die komplette Väike-Straße und Küstenlinie von Kübassaare bis nach Pulli auf Saaremaa, und von Võiküla bis nach Igaküla auf Muhu.
Im Gebiet liegen einige Inseln.